# تأثير حثي

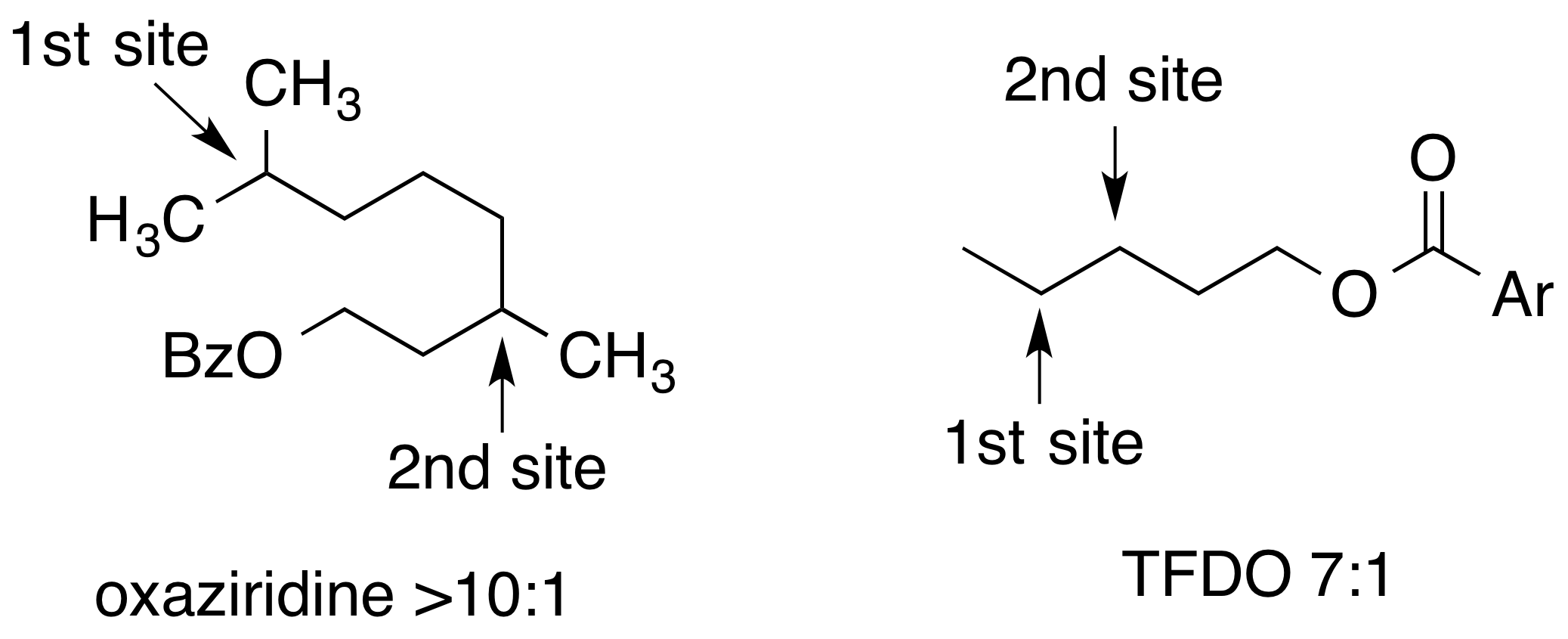

التأثير الحثي (Inductive effect): قطبية مستحثة تنشأ في الرابطة التساهمية بسبب الاختلاف في السالبية الكهربية بين الذرات المتصلة ببعض.
التأثير الحثي في الكيمياء والفيزياء هو تأثير يلاحظ تجريبياً وهو ناتج من انتقال الشحنة عبر سلسلة من الذرات في جزئ ما بواسطة الحث الكهربي. والتأثير القطبي الكلي المبذول بواسطة مستَبْدَل عبارة عن مزيج من التأثير الحثي والتأثير الميزوميري.
السحابة الإلكترونية في الرابطة سيجما σ-bond التي تربط بين ذرتين مختلفتين ليست متماثلة على جانبي الرابطة ولكنها مزاحة قليلاً باتجاه الذرة الأكثر سالبية كهربية. وهذا يسبب حالة ثابتة من القطبية للرابطة حيث تحمل الذرة الأكثر سالبية كهربية شحنة سالبة جزيئية (δ-) بينما تحمل الذرة الأخرى على شحنة موجبة جزيئية (δ+).
إذا اتصلت الذرة الأكثر سالبية بسلسلة من الذرات (عادة سلسلة كربونية) فإن الشحنة الموجبة تُرَحَّل إلى الذرات الأخرى في هذه السلسلة، وهذا هو التأثير الحثي الساحب للإلكترونات electron-withdrawing ويرمز إليه بـ (I-) أي التأثير الحثي السالب.
بعض المجموعات، مثل مجموعات الألكيل تكون أقل من الهيدروجين في سحب الإلكترونات ولهذا تعتبر مجموعات طاردة للإلكترونات electron-releasing وبالتالي يكون لها تأثير حثي موجب ويرمز إليه بـ (I+).
كلما كانت القطبية المستحثة أقل من القطبية الأصلية، كان التأثير الحثي أسرع اختفاءً ومؤثراً فقط على مسافة قصيرة.
التأثير الحثي تأثير دائم ولكنه ضعيف لأنه يتضمن إزاحة إلكترونات الرابطة القوية سيجما، بالإضافة إلى عوامل أخرى أقوى من ممكن أن تحجبه.
تم تجريبيا قياس التناسب بين التأثيرات الحثية بالنسبة إلى الهيدروجين وهي كالتالي:

يمكن أيضاً قياس التأثيرات الحثية بواسطة معادلة هاميت Hammett Equation.

## استخداماته
التأثير الحثي يمكن استخدامه لتحديد ما إذا كان الجزيء مستقر أم لا أعتماداً على الشحنة التي تحملها الذرة المعتبرة ونوع المجموعات المتصلة بها.
فمثلاً إذا كانت هناك ذرة تحمل شحنة موجبة ومتصلة بمجموعة لها تأثير حثي سالب سوف تتضخم شحنتها الموجبة وبالتالي سوف يصبح الجزيء أقل استقراراً (مما إذا لم يؤخذ هذا التأثير في الاعتبار) من الحالة التي لا يؤخذ هذا التأثير في الاعتبار. بالمثل إذا كانت هناك ذرة تحمل شحنة سالبة ومتصلة بمجموعة لها تأثير حثي موجب فسوف تتضخم شحنتها السالبة مما يجعل الجزيء أقل استقراراً من الحالة التي لا يؤخذ هذا التأثير في الاعتبار.
وبعكس الحالتين السابقتين، إذا كانت هناك ذرة تحمل شحنة سالبة ومتصلة بمجموعة لها تأثير حثي سالب سوف تتضاءل شحنتها السالبة مما يجعل الجزيء أكثر استقراراً من الحالة التي لا يؤخذ هذا التأثير في الاعتبار. وبالمثل إذا كانت هناك ذرة تحمل شحنة موجبة ومتصلة بمجموعة لها تأثير حثي موجب فسوف تتضاءل شحنتها مما يجعل الجزيء أكثر استقراراً من الحالة التي لا يؤخذ هذا التأثير في الاعتبار.
من هذه الحقائق السابقة يتضح أنه كلما كانت الذرة تحمل شحنة زائدة كلما كان الجزيء أقل استقراراً والعكس صحيح.